# إلفين بيثيا
إلفين بيثيا (بالإنجليزية: Elvin Bethea)‏ هو لاعب كرة قدم أمريكية أمريكي، ولد في 1 مارس 1946 في ترنتون في الولايات المتحدة.

## وصلات خارجية
- إلفين بيثيا على موقع مرجع كرة القدم المحترفة.كوم (الإنجليزية)
- إلفين بيثيا على موقع قاعة كارولاينا الشمالية للمشاهير الرياضية (الإنجليزية)
- إلفين بيثيا على موقع إن إن دي بي (الإنجليزية)